# Jean-Jules Adrien Kunkler
Jean-Jules Adrien Kunkler (* 1829 in Morges, Kanton Waadt; † 26. Dezember 1866 in Genf) war ein Schweizer Genre- und Landschaftsmaler der Düsseldorfer Schule.

## Leben
Kunkler, Sohn einer aus St. Gallen stammenden Familie, begann seine Ausbildung als Maler in Genf unter Jean-Léonard Lugardon (1801–1884) und dem Landschaftsmaler Jean Charles Ferdinand Humbert (1813–1881). 1850 nahm er – gleichzeitig mit seinem Freund Benjamin Vautier – ein Studium an der Kunstakademie Düsseldorf auf, das er 1852 beendete. An der Düsseldorfer Akademie, wohin ihm 1852 auch sein Freund Alfred Dumont folgte, war Karl Ferdinand Sohn sein wichtigster Lehrer. Von 1850 bis 1854 gehörte er dem Künstlerverein Malkasten als Mitglied an. 1854 kehrte er nach Genf zurück, wo er sein Bild Verkauf des Lieblingsschäfchens ausstellte. Anschliessend unternahm Kunkler Reisen nach Savoyen, in die Provence und nach Spanien, wo er 1855 in Palma (Balearische Inseln) und Barcelona weilte. 1858 kehrte er von diesen Reisen zurück nach Genf. Im Oktober 1862 heiratete er. Während der letzten Lebensjahre lebte er mit seiner Familie sommers auf Schloss Ostier am Fusse des Voiron.

## Werke (Auswahl)
- Verkauf des Lieblingsschäfchens, vor 1855
- Der Heiratsantrag (An Offer of Marriage), 1855, Victoria and Albert Museum[5]
- Der Einzug Christi in Jerusalem, ausgestellt im Salon de Paris 1865
- Familie beim Frühstück, 1866
- Choulex, 1868
- Mittagsrast vor einer spanischen Stadt
- Salvator Rosa inmitten einer Gruppe von Räubern malend
- Unter der Laube
- Rousseau bei dem Pfarrer zu Confignon
- Rousseau in der Meierei des Schlosses Thone
- Jesus die Händler aus dem Tempel vertreibend, unvollendet
- Armbrustschießen
- Bernerische Kinderszene